# Царство Анурадхапура
Царство Анурадхапура (синг. අනුරාධපුර රාජධානිය, там. அனுராதபுர இராச்சியம்) — государство, существовавшее на севере острова Шри-Ланка с 377 г. до н. э. по 1017 г. н. э. Название царству дано в связи с именованием его столицы, города Анурадхапура.

## История

### Образование
Столица будущего царства, Анурадхапура, была основана ещё в 543 г. до н. э. царём Виджая, который был изгнан из Индии. После изгнания он смог захватить власть на Шри-Ланке, тогда по всему острову началась постройка новых деревень. Одной из тех и стала деревня Анурадха, которую основал на реке Аруви советник Виджая.
В 377 г. до н. э. царь Пандукабхай (англ.) сделал деревню своей столицей, благодаря чему та расцвела. Это событие и считается началом существования царства. Происхождение названия города (а, следовательно, и царства) не однозначно, есть несколько версий: 1) название дано в честь советника Виджая, Анурадхапура; 2) название дано в честь деда Пандукабхайя; 3) название дано в честь накшатры Анурадхи (англ.).
Став царём, Пандукабхай назначил в каждой деревне старосту, а также обозначил границы поселений, внутри которых построил дома для бедных, кладбища и скиты. В ходе правления он подчинял себе соседние царства на острове, расширяя власть собственного государства.
Из деятельности Муташивы (англ.), сына Пандукабхая, нам известна только постройка парка Махамевнава (англ.).

### Становление буддизма в царстве
Сын Муташивы, Тисса (англ.), вёл дипломатические переговоры с Ашокой, императором Маурьев, который был заинтересован в распространении буддизма. В результате переговоров Ашока отправил своего сына Махинду в Анурадхапуру, в качестве миссионера. Миссия была удачной, и сам Тисса был обращён в буддизм. После этого царь, советуясь с Махиндой, предпринимал шаги к укреплению буддизма, как государственной религии, в числе чего была постройка монастырей. После смены религии, Тисса посадил фикус Джайя Шри Маха Бодхи; сейчас этот фикус является одним из старейших деревьев и старейшим деревом, которое посадил человек.

### До Дутугемуну
После Тиссы к царствовали его братья, Уттия (англ.) и Махасива (англ.). Потом к власти пришёл их дядя, брат Муташивы, Суратисса (англ.). При его правлении произошло первое вторжение на Шри-Ланку. Захватчиками оказались тамилы Южной Индии, лидерами которых были Сена и Гуттика (англ.), ранее торговавшие лошадьми. Захват оказался успешным, Сена и Гуттика стали совместно управлять царством, став первыми тамилами на должности царя Анурадхапуры. Кроме этого о них ничего сказать нельзя, их двадцатидвухлетнее правление не оставило другого следа в истории.
Асела (англ.), младший сын Муташивы, решил вернуть царский трон династии Виджая (англ.), свергнув Сену и Гуттику. У него это вышло, и ещё десять лет Анурадхапурой правил дом Виджая. Однако, и Асела стал жертвой вторжения тамилов, в этот раз претендентом стал Элара. Захват удался, и Элара находился у власти сорок четыре года, пока его не сверг Дутугемуну. Помимо всего прочего, Элара остался верен индуизму, хотя некоторые источники утверждают обратное. На время правления Элара столица также изменилась: главным городом царства был Тируварур.

### Возвращения к власти династии Виджая
Полностью укрепиться на Шри-Ланке удалось царю Дутугемуну (161 г. до н. э. — 137 г. до н. э.), сингальскому принцу королевства Рухуна (англ.), который убил царя Элара, став единоличным правителем Анурадхапуры. До свержения Элара, он победил тридцать два правителя в разных частях Шри-Ланки. В книге Махавамса Дутугемуну описывается, как воинственный царь и набожный буддист. В этой книге он упоминается в одиннадцати главах. После становления царём он укрепил положение буддизма, в том числе построил несколько буддистских монастырей, например Руванвелисая (англ.).

### После Дутугемуну
В 103 году до н. э. царём Анурадхапуры стал Ваттагамани (англ.). Спустя пять месяцев его правления на Шри-Ланку началось очередное вторжение из Южной Индии, и только через четырнадцать лет ему удалось победить захватчиков. Вместе с вторжением началось восстание брахмана Тисса.
Начиная с царя Махасены (англ., 77 год — 304 год) началось масштабное улучшение ирригационной сети. За его правление было построено шестнадцать резервуаров и большой канал. Дело продолжил царь Дхатусена (англ., 455 год — 473 год), который построил восемнадцать резервуаров. Так, к закату царства уже была выстроена сложная система орошения, благодаря чему сельское хозяйство процветало.

## Торговля и экономика
Основой экономики Анурадхапуры было сельское хозяйство, основным продуктом которого являлся рис. Всё это является результатом сложнейшей сети орошения, постройка которой началась в III веке. На территории царства также выращивали хлопок, что благоприятно сказывалось на текстильном производстве. Кунжут и сахарный тростник имели своё место во внутренней экономики государства, но не такое большое, как рис или ткани.
Основу экспорта составляли драгоценные камни, специи, жемчуг и слоновая кость. Излишки производства (в особенности рис) также становились частью внешней торговли. Керамика и вина же были основными элементами импорта. Посредниками экспорта/импорта зачастую становились арабы и персы. Благодаря этим факторам столица царства, город Анурадхапура, стала важным торговым центром.